# Khoramtā
Khoramtā (persiska: خرمتا) är en ort i Iran.   Den ligger i provinsen Kurdistan, i den nordvästra delen av landet, 500 km väster om huvudstaden Teheran. Khoramtā ligger 1 743 meter över havet och antalet invånare är 137.
Terrängen runt Khoramtā är kuperad, och sluttar österut. Runt Khoramtā är det ganska glesbefolkat, med 50 invånare per kvadratkilometer. Närmaste större samhälle är Saqqez, 16,3 km norr om Khoramtā. Trakten runt Khoramtā består i huvudsak av gräsmarker.